# Cerkev Aleksandra Nevskega, Talin
Cerkev Aleksandra Nevskega (estonsko Aleksander Nevski katedraal, rusko Александро-Невский собор (Таллинн)) je pravoslavna cerkev v starem mestnem jedru Talina v Estoniji. Zgrajena je bila po načrtu Mihaila Preobraženjskega v značilnem ruskem preporodnem slogu med letoma 1894 in 1900, v obdobju, ko je bila država del Ruskega imperija. Cerkev Aleksandra Nevskega je največja in najmogočnejša pravoslavna cerkev s kupolami v Talinu. Posvečena je svetemu Aleksandru Nevskemu, ki je leta 1242 zmagal v bitki na Čudskem jezeru v teritorialnih vodah današnje Estonije. Pokojni ruski patriarh Aleksije II. je v cerkvi začel duhovniško službo.
Cerkev Aleksandra Nevskega krona hrib Toompea, ki je eno izmed več krajev, kjer naj bi bil po legendi pokopan oče estonskega ljudske epa Kalevipoega, Kalev. Ker je bila ZSSR uradno nereligiozna, so številne cerkve, vključno s to, propadale. Cerkev je bila natančno obnovljena, odkar je Estonija leta 1991 postala neodvisna od Sovjetske zveze.

## Zgodovina
Cerkev Nevski je med 1894/1895 in 1900 kot rusko pravoslavno cerkev zgradil Mihail Preobraženski v takratni estonski guberniji Ruskega imperija. Na lokaciji Toompea so prvotno načrtovali Lutrov spomenik, a so ruske oblasti njegovo postavitev prepovedale. Posvetitev cerkve je bila 30. aprila 1900. Gradnja je stala skoraj 600.000 rubljev, približno 430.000 jih je darovala in 150.000 rubljev plačala država.
V času neodvisnosti Estonije naj bi cerkev, ki je bila simbol rusifikacije, leta 1924 porušili.  Med drugo svetovno vojno so jo nemški osvajalci leta 1941 zaprli. Popolnoma obnovljena je bila konec 20. stoletja. Deli maš potekajo v estonskem jeziku.

## Opis
Katedrala je bogato okrašena in ima enajstih zvonov odlitih v Sankt Peterburgu, največji med njimi tehta približno 16 ton, več kot ostalih deset skupaj. Ima tri oltarje, pri čemer je severni oltar posvečen Vladimirju I., južni pa sv. Sergiu Radoneškemu.
Osnova stavbe je finski granit. V petih čebulnih kupolah so vidni pozlačeni železni križi. V notranjosti so trije pozlačeni, izrezljani leseni ikonostasi, skupaj s štirimi boksi z ikonami. Ikone ikonostasa in boksi za ikone so bili v Sankt Peterburgu poslikani na bakrene in cinkove plošče. Okna so okrašena z vitraji.

## Načrt rušenja
Cerkev je bila zgrajena v obdobju rusifikacije poznega 19. stoletja in ji mnogi Estonci nasprotujejo kot simbolu zatiranja. Estonske oblasti so zato leta 1924 načrtovale rušenje, vendar odločitev zaradi pomanjkanje sredstev in masivne gradnje stavbe umaknili.
- Krajinski pogled na katedralo, gledano z zgornje razgledne ploščadi cerkve sv. Olafa v Talinu.
- Detajl na zunajosti
- Kupole cerkve
- Mozaik